# Pożar w Poznaniu (1803)
Pożar Poznania – pożar, który wybuchł 15 kwietnia 1803 i zniszczył dużą część wschodnich rejonów Poznania - głównie Grobli i Garbar, a także część ulicy Wielkiej na Starym Mieście. Łącznie zagładzie uległo 276 domów. Liczba ofiar śmiertelnych nie jest znana.